# Fuglse Herred
Fuglse Herred var et herred i Maribo Amt. Herredet hørte oprindeligt under Ålholm Len, der i 1662 blev ændret til Ålholm Amt , indtil det i 1803 blev en del af Maribo Amt.
I herredet ligger købstaden Rødby samt følgende sogne:
- Askø Sogn
- Bandholm Sogn
- Bursø Sogn
- Errindlev Sogn
- Fejø Sogn
- Femø Sogn
- Fuglse Sogn
- Hillested Sogn
- Holeby Sogn
- Krønge Sogn
- Nebbelunde Sogn
- Olstrup Sogn
- Ringsebølle Sogn
- Rødby Sogn
- Rødbyhavn Sogn
- Skørringe Sogn
- Sædinge Sogn
- Tirsted Sogn
- Torslunde Sogn
- Tågerup Sogn
- Vejleby Sogn
- Østofte Sogn